# Phaeotabanus prasiniventris
Phaeotabanus prasiniventris är en tvåvingeart som först beskrevs av Krober 1929.  Phaeotabanus prasiniventris ingår i släktet Phaeotabanus och familjen bromsar. Inga underarter finns listade i Catalogue of Life.